# Apeadeiro de Santa Cruz
O Apeadeiro de Santa Cruz, originalmente denominado de Vila Chã, foi uma gare da Linha do Vouga, que servia a localidade de Santa Cruz, no concelho de Oliveira de Frades, em Portugal.

## História
Esta interface inseria-se no lanço da Linha do Vouga entre Ribeiradio e Vouzela, que entrou ao serviço no dia 30 de Novembro de 1913, tendo sido construído pela Compagnie Française pour la Construction et Exploitation des Chemins de Fer à l'Étranger.
Nos horários de 1939, esta interface surgia com o nome de Vila Chã.
Em 1 de Janeiro de 1947, a exploração da Linha do Vouga passou para a Companhia dos Caminhos de Ferro Portugueses. O lanço entre Sernada e Viseu foi encerrado pela operadora Caminhos de Ferro Portugueses no dia 2 de Janeiro de 1990.

## Leitura recomendada
- SILVA, José; RIBEIRO, Manuel (2007). Os Comboios em Portugal. Ano III 1.ª ed. Lisboa: Terramar - Editores, Distribuidores e Livreiros, Lda. 203 páginas. ISBN 978-972-710-408-6